# Aloe plicatilis
Aloe plicatilis là một loài thực vật có hoa trong họ Măng tây. Loài này được (L.) Mill. mô tả khoa học đầu tiên năm 1768.

## Hình ảnh

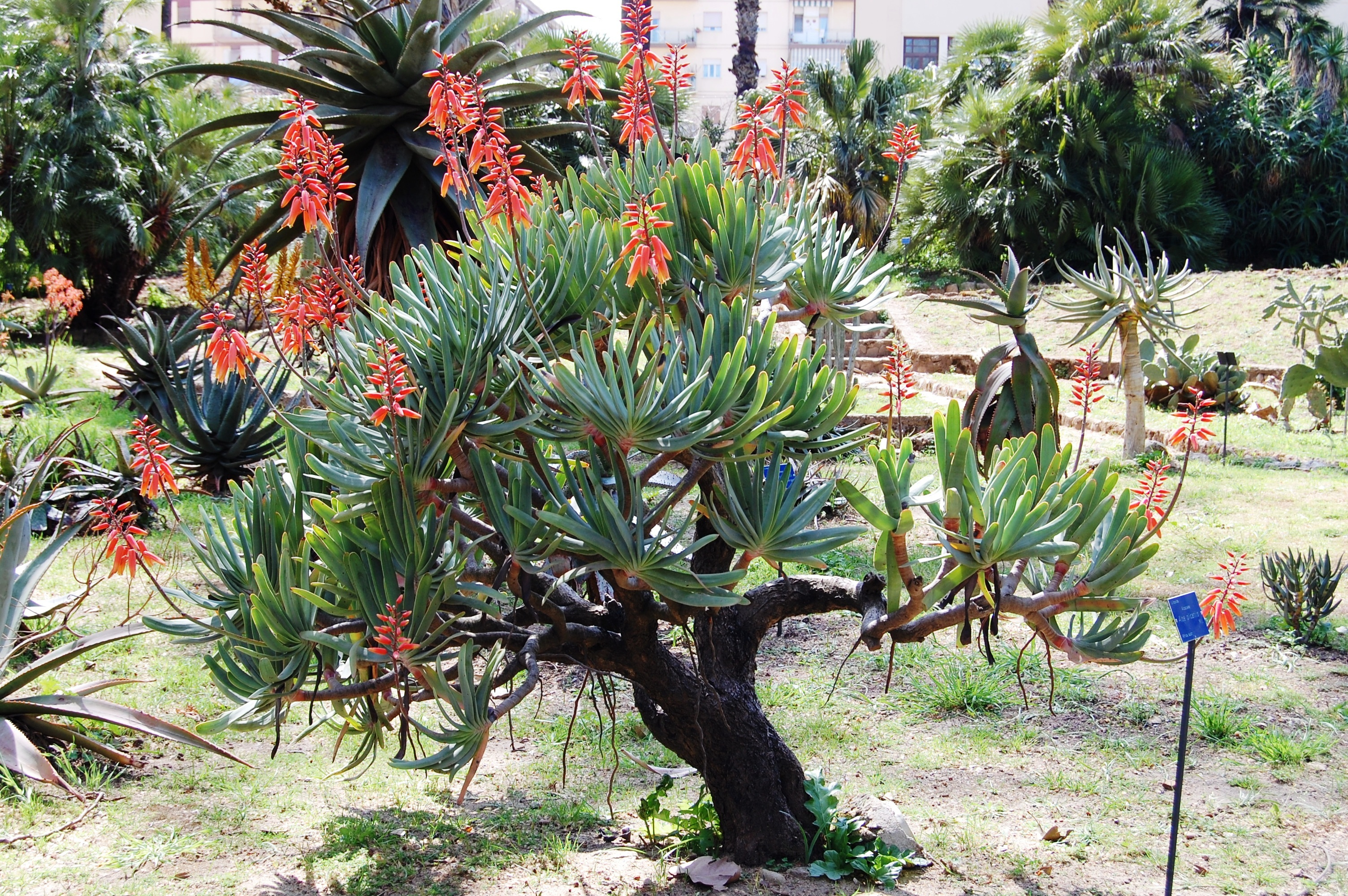
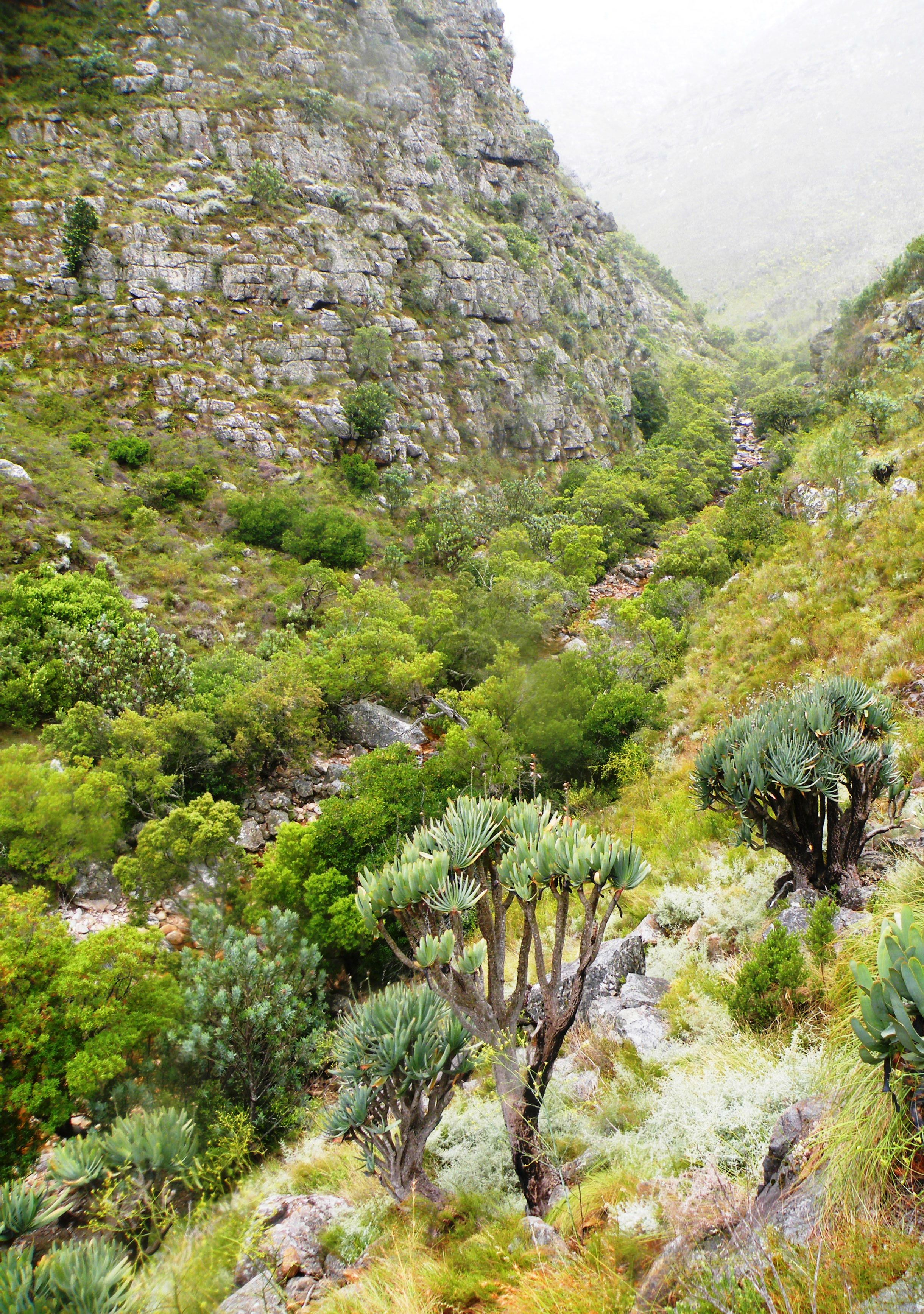
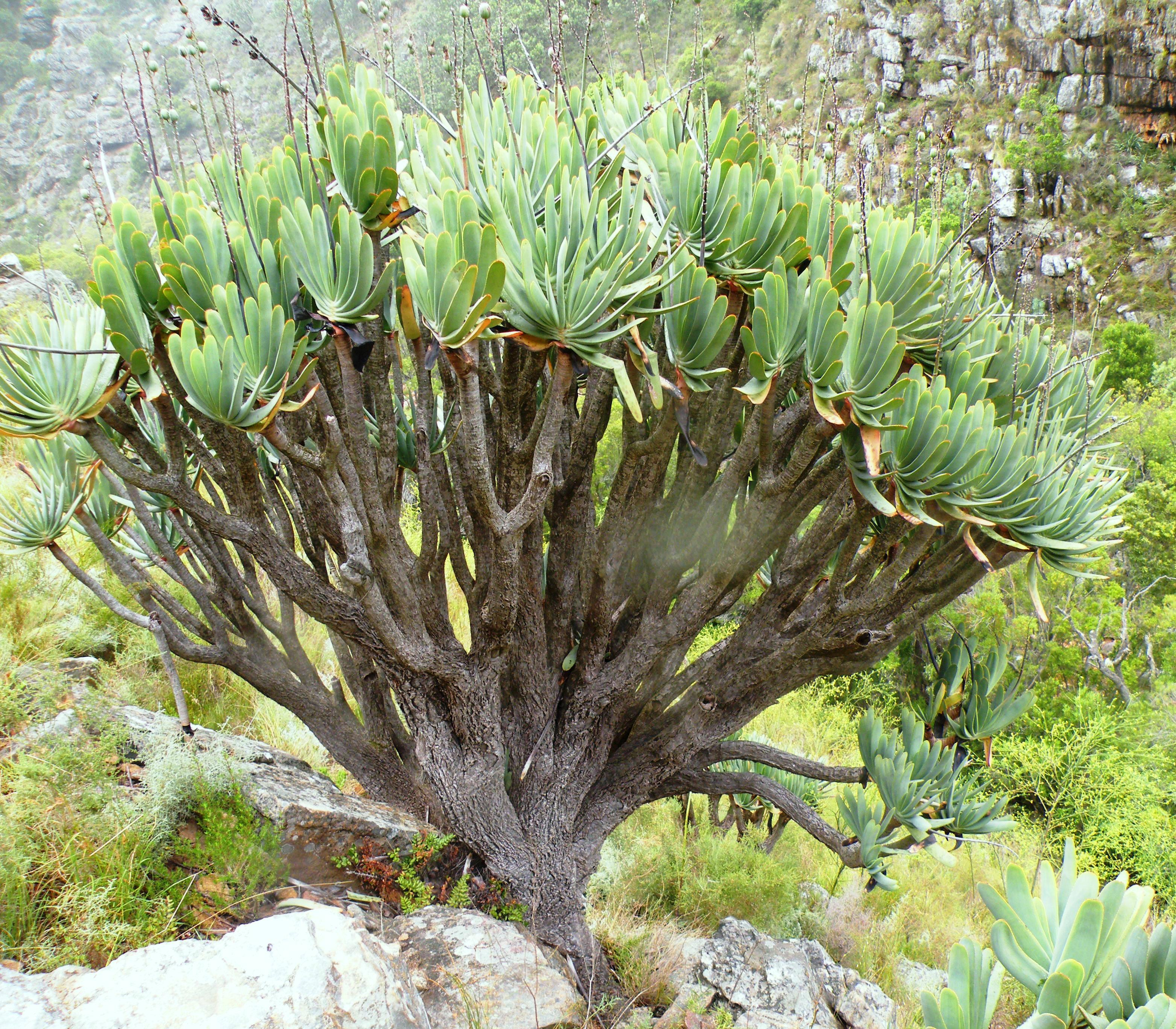
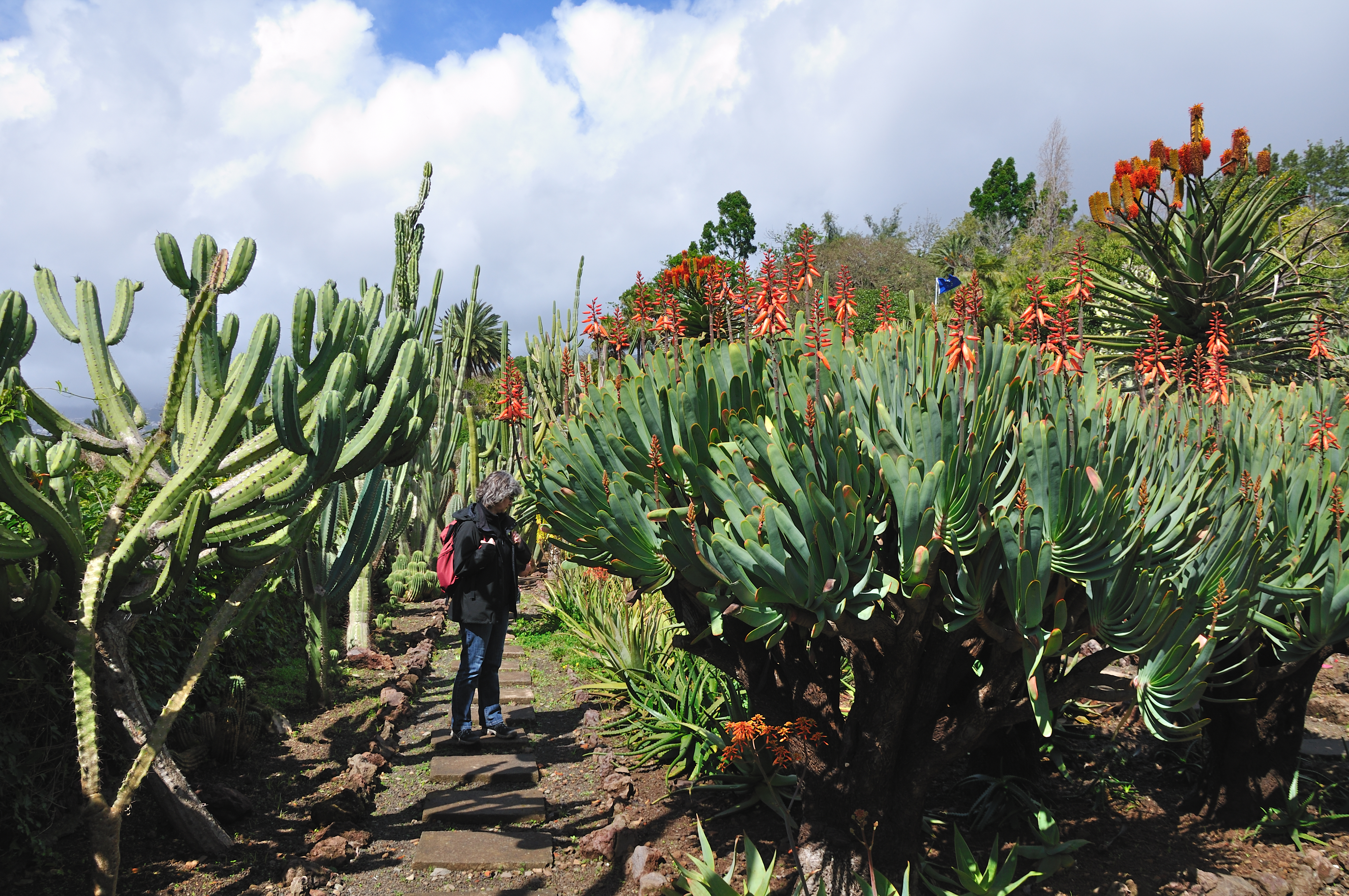
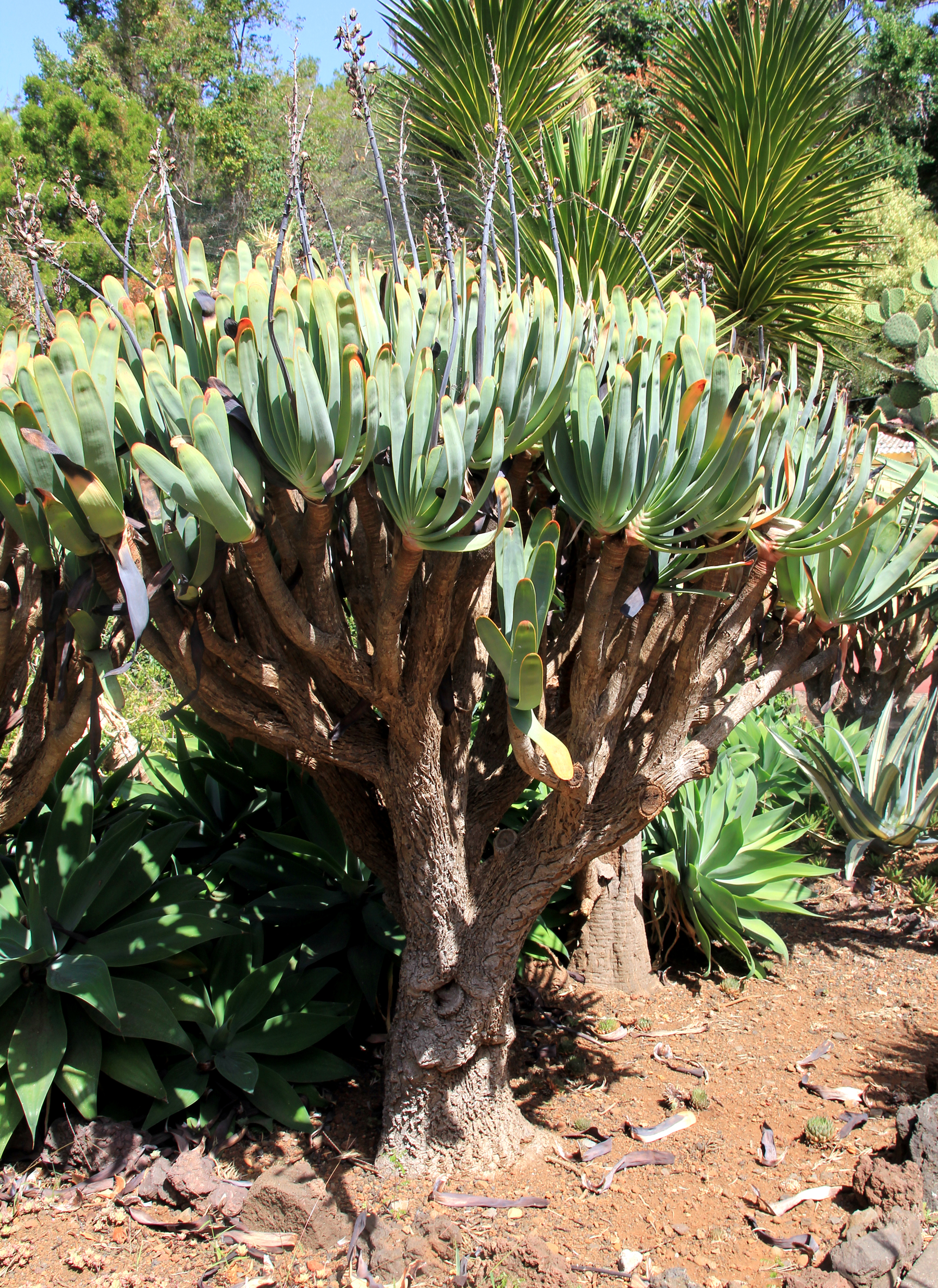